# Erasmo Piaggio
Erasmo Piaggio (Genova, 18 aprile 1845 – Genova, 6 novembre 1932) è stato un imprenditore, armatore e banchiere italiano.

## Biografia
Figlio dell'armatore Rocco, Erasmo Piaggio fu un rappresentante di rilievo del panorama industriale italiano di fine Ottocento e inizi Novecento. Dopo avere iniziato la sua carriera sui velieri del padre Rocco, arruolatosi volontario nelle file garibaldine combatté a Bezzecca e ritornato alla propria attività come armatore, fu tra i primi a intuire l'importanza della navigazione a vapore per i traffici transoceanici, specialmente verso l'America Meridionale, sviluppò l'attività armatoriale paterna, la Rocco Piaggio e Figlio, costruendo numerosi piroscafi per i viaggi transoceanici.
La "Società Rocco Piaggio & Figli" costituita a Genova nel 1870 collegava Genova con Montevideo e Buenos Aires attraverso le Canarie.
La compagnia aveva iniziato negli anni sessanta dell'Ottocento con una flotta di brigantini che portavano gli emigranti in Uruguay e Argentina; grazie al fatto che gli emigrati avessero fatto fortuna e potessero spendere di più, la flotta fu successivamente ammodernata con l'introduzione dei piroscafi.
La costituzione della Navigazione Generale Italiana nata nel 1881 dalla fusione della compagnia Ignazio & Vincenzo Florio di Palermo con la Raffaele Rubattino di Genova, concessionarie delle linee postali e commerciali sovvenzionate dallo Stato e leader nazionali di buona parte del traffico libero nel Mediterraneo, nell'oceano Atlantico e in quello Indiano, che all'atto di nascita poteva contare su oltre ottanta navi per un totale di 70.000 tonnellate di stazza lorda, mise fuori gioco tutti, o quasi, i concorrenti interni, incapaci di contrastarla nella conquista dei servizi marittimi oggetto di convenzione con il governo.
Alla costituzione della NGI Erasmo Piaggio reagì nel luglio 1883, accordandosi con la Società italiana dei servizi marittimi di Edilio Raggio. L'accordo prevedeva che le due compagnie armonizzassero partenze e tariffe, pur restando di fatto separate, e attivassero nuove linee per il Rio della Plata, il Cile e il Perù sotto la comune insegna di Società Italiana Trasporti Marittimi Raggio & C. e Società Rocco Piaggio & Figlio, ma l'intesa ebbe vita breve, in quanto in seguito al crollo dei noli, nel 1885 Piaggio e Raggio furono costretti a cedere alla Navigazione Generale Italiana le rispettive navi. Erasmo Piaggio in seguito ad accordo con il banchiere Domenico Balduino, presidente della Navigazione Generale Italiana ottenne una corposa partecipazione azionaria e la direzione del compartimento di Genova della stessa Navigazione Generale Italiana, passando così dal ruolo di proprietario a quello di manager, ruolo che durerà 20 anni.
Nel 1888 entrò a far parte del consiglio di amministrazione della Banca di Genova, della quale, due anni più tardi, assunse la presidenza, traghettandola nella delicata fase di transizione conclusasi nel 1895 con la nascita del Credito Italiano.
Nel 1903 fondò il Lloyd italiano al cui capitale d'avvio parteciparono vari azionisti torinesi, napoletani e genovesi, tra cui il Direttore generale della "Ansaldo" Giovanni Bombrini, figlio di Carlo Bombrini che dell'Ansaldo era stato comproprietario, a riprova dell'interesse dell'Ansaldo nella nuova compagnia di navigazione, che intendeva fare concorrenza alla Navigazione generale italiana sulle rotte per le Americhe, organizzando un servizio di lusso per il Rio della Plata. Alla guida della compagnia Erasmo Piaggio venne affiancato dal figlio Amedeo. La compagnia di navigazione finì nel 1911 sotto il controllo della Navigazione Generale Italiana che nel 1918 la assorbì completamente.
Con la collaborazione dei suoi quattro figli, Carlo, Amedeo, Giuseppe e Rocco,  creò un gruppo industriale costituito da cantieri, società di navigazione, fabbriche varie (zuccherifici, saponifici, ecc.). Deputato (dal 1890), poi (1898) senatore, Piaggio muore a Genova alla fine del 1932. Nel 1933, l’Istituto per la ricostruzione industriale (IRI) solleva la Banca Commerciale Italiana e il Credito italiano dagli immobilizzi nella cantieristica: fra questi sono inclusi i pacchetti di controllo azionario di tutti i principali gruppi navalmeccanici italiani, con l’eccezione delle attività controllate dal gruppo Piaggio. L’elevata diversificazione produttiva perseguita nei decenni precedenti dall’imprenditore genovese, e la mancata integrazione verticale con la siderurgia, che trascina nel baratro il resto della navalmeccanica italiana, permettono a Piaggio di conservare fino alla fine l’autonomia e la proprietà privata della propria costellazione aziendale.

## Archivio
L’Archivio Storico Piaggio, con sede a Pontedera (Pisa), conserva la documentazione relativa all’attività di Piaggio dai suoi inizi tardo-ottocenteschi fino ai giorni nostri, in tutte le sue attività e in tutti i suoi settori. Costituito grazie al paziente lavoro di ricerca avviato da Tommaso Fanfani alla metà degli anni ’90, l’Archivio Storico è stato aperto al pubblico nel marzo del 2000.